# Hetmanskyj Nationalpark
Hetmanskyj Nationalpark (ukrainsk: Гетьманський національний природний парк) er en nationalpark i Ukraine, der følger flodsletter og terrasser på højre bred af floden Vorskla i Sumy oblast.

## Topografi
Parken begynder ved grænsen til Rusland, hvor Vorskla-floden løber mod vest og syd, og følger floden i alle 122 km af sin længde gennem Sumy Oblast. Der er nogle korte mellemrum mellem sektorerne for veje eller bebyggede landsbyer. Der er hovedsageligt fladt terræn med nogle bakker og kløfter.

## Klima og økoregion
Klimaet i Hetman-området er efter Köppen klimaklassificering (Dfb) regnet som fugtigt kontinentalt klima (undergruppen varm sommer) . Dette klima er kendetegnet ved store temperatursvingninger, både dagligt og sæsonmæssigt, med milde somre og kolde, snedækkede vintre.
Hetman ligger i økoregionen den østeuropæiske skovsteppe- , et bånd af spredte skove og græsarealer, der strækker sig fra midten af Ukraine til Uralbjergene.

## Flora og fauna
Floddalen har både flodslette- og terrassevådområder samt skovsteppe-blomstersamfund. Skovtræerne er for det meste eg, lind, ask, asp, pil, kirsebær, birkebark, fyr og birk.

## Offentlig brug
Der er vandrestier og guidede økologiske udflugtsstier til rådighed og kajakruter på floden. Parken støtter uddannelsesprogrammer for lokale skolegrupper og offentlige uddannelseskampagner relateret til naturbevarelse.